# Список всемирного наследия, находящегося под угрозой

Страны с объектами Всемирного наследия в опасности

Список всемирного наследия, находящегося под угрозой (англ. List of World Heritage Sites in Danger, фр. Liste du patrimoine mondial en péril) — список ценностей культурного и природного наследия, включённых в список всемирного наследия, которым угрожают серьёзные и конкретные опасности, такие как «угроза исчезновения вследствие прогрессирующего разрушения, проекты проведения крупных общественных или частных работ, быстрое развитие городов и туризма, разрушение в связи с изменением предназначения или права собственности на землю, серьезные повреждения вследствие неустановленной причины, заброшенность по каким-либо причинам, стихийные бедствия и катаклизмы, опасность вооружённых конфликтов, большие пожары, землетрясения, оползни, вулканические извержения, изменения уровня вод, наводнения, приливы».
Включение в список означает необходимость значительных работ по сохранению объектов всемирного наследия, с выделением финансовой помощи в рамках Конвенции об охране всемирного культурного и природного наследия.
Список составляется, обновляется и публикуется Комитетом всемирного наследия в ходе ежегодных сессий комитета. В случае чрезвычайных обстоятельств Комитет может в любое время включить в список новый объект, собравшись на внеочередную сессию.
Объект исключается из списка при исчезновении угрозы или лишении статуса объекта всемирного наследия.

## Список
По состоянию на июль 2024 года, в список внесены 56 объектов (15 природных и 41 культурный).

### Австрия
| № | Изображение                                                           | Название                | Местоположение | Время создания | Год внесения в список | №    | Критерии   |
| - | --------------------------------------------------------------------- | ----------------------- | -------------- | -------------- | --------------------- | ---- | ---------- |
| 1 |                                                                       | Исторический центр Вены | г. Вена        | XVI—XX вв.     | 2001                  | 1033 | ii, iv, vi |
| 1 | В 2017 году внесён в тревожный список: высотная застройка портит вид. |                         |                |                |                       |      |            |

### Афганистан
| № | Изображение | Название                | Местоположение   | Время создания | Год внесения в список | №   | Критерии           |
| - | --- | ----------------------- | ---------------- | -------------- | --------------------- | --- | ------------------ |
| 1 | | Бамианские статуи Будды | Провинция Бамиан | II век         | 2003                  | 208 | i, ii, iii, iv, vi |
| 1 | Две знаменитые статуи Будды в 2001 году разрушены талибами. В 2003 году ЮНЕСКО включила все окрестные памятники (сохранившиеся и разрушенные) в список всемирного наследия и одновременно в список находящихся под угрозой. В 2007 году была совершена ещё одна приписываемая талибам атака, повредившая меньшую статую высотой 7 метров. |                         |                  |                |                       |     |                    |
| 2 | | Джамский минарет        | Провинция Гор    | XII век        | 2002                  | 211 | ii, iii, iv        |
| 2 | Внесён в 2002 году в список всемирного наследия и в список находящихся под угрозой: нестабильная политическая обстановка, чёрные археологи, наводнения и землетрясения. |                         |                  |                |                       |     |                    |

### Венесуэла
| # | Изображение | Название   | Местоположение | Время создания | Год внесения в список | №   | Критерии |
| - | --- | ---------- | -------------- | -------------- | --------------------- | --- | -------- |
| 1 | | Город Коро | Штат Фалькон   | 1527 год       | 1993                  | 658 | iv, v    |
| 1 | Внесён одновременно в список всемирного наследия и в список находящихся под угрозой: саманные постройки могут не выдержать повышение количества осадков. |            |                |                |                       |     |          |

### Гвинея
| # | Изображение | Название                       | Местоположение       | Время создания | Год внесения в список | №   | Критерии |
| - | ----------- | ------------------------------ | -------------------- | -------------- | --------------------- | --- | -------- |
| 1 |             | Природный резерват Маунт-Нимба | Кот-д’Ивуар и Гвинея | XX век         | 1981                  | 155 | ix, x    |

### Гондурас
| # | Изображение | Название                        | Местоположение       | Время создания | Год внесения в список | №   | Критерии         |
| - | --- | ------------------------------- | -------------------- | -------------- | --------------------- | --- | ---------------- |
| 1 | | Биосферный резерват Рио-Платано | Северо-восток страны |                | 1982                  | 196 | vii, viii, ix, x |
| 1 | Заповедник уже был в тревожном списке в 1996—2007 годах. В 2011 году Гондурас снова подписался под своей неспособностью справиться с плачевной обстановкой: хозяйственная деятельность, в том числе нелегальная (контрабанда наркотиков, вырубка красного дерева) оказалась сильнее всех потуг правительства. |                                 |                      |                |                       |     |                  |

### Иерусалим
ЮНЕСКО считает Старый город Иерусалима, являющийся частью Восточного Иерусалима, спорной территорией между Израилем и Государством Палестина, и выносит его в списке всемирного наследия отдельно от других стран с пометкой «объект предложен Иорданией».
| # | Изображение | Название                                         | Местоположение  | Время создания | Год внесения в список | №   | Критерии    |
| - | ----------- | ------------------------------------------------ | --------------- | -------------- | --------------------- | --- | ----------- |
| 1 |             | Старый город в Иерусалиме и его крепостные стены | Город Иерусалим |                | 1981                  | 148 | ii, iii, vi |

### Индонезия
| # | Изображение | Название                                    | Местоположение | Время создания | Год внесения в список | №    | Критерии   |
| - | --- | ------------------------------------------- | -------------- | -------------- | --------------------- | ---- | ---------- |
| 1 | | Девственные влажно-тропические леса Суматры | Суматра        | —              | 2004                  | 1167 | vii, ix, x |
| 1 | В списке находящихся под угрозой с 2011 года: браконьерство, незаконные лесозаготовки, сельскохозяйственная деятельность, планы на строительство дороги. |                                             |                |                |                       |      |            |

### Ирак
| # | Изображение | Название          | Местоположение      | Время создания         | Год внесения в список | №     | Критерии        |
| - | --- | ----------------- | ------------------- | ---------------------- | --------------------- | ----- | --------------- |
| 1 | | Город Ашшур       | Окрестности Багдада | 3 тысячелетие до н. э. | 2003                  | 1130  | iii, iv         |
| 1 | В списке находящихся под угрозой с 2003 года: война в Ираке, проектируемое поблизости водохранилище (отменено). Согласно некоторым источникам, цитадель Ашшура была взорвана в мае 2015 года боевиками ИГИЛ. |                   |                     |                        |                       |       |                 |
| 2 | | Город Самарра     | Город Самарра       | 5 тысячелетие до н. э. | 2007                  | 276   | ii, iii, iv     |
| 2 | В списке находящихся под угрозой с 2007 года: постройки в плохом состоянии, война в Ираке |                   |                     |                        |                       |       |                 |
| 3 | | Хатра مدينة الحضر | Провинция: Найнава  | III век до н. э.       | 1985                  | № 277 | ii, iii, iv, vi |
| 3 | В списке находящихся под угрозой с 2015 года. Руины Хатры уничтожены боевиками ИГИЛ в марте 2015 года. |                   |                     |                        |                       |       |                 |

### Йемен
| # | Изображение                                                                                            | Название                                                 | Местоположение | Время создания                     | Год внесения в список | №    | Критерии    |
| - | --- | -------------------------------------------------------- | -------------- | ---------------------------------- | --------------------- | ---- | ----------- |
| 1 | | Город Забид                                              | Город Забид    |                                    | 1993                  | 611  | ii, iv, vi  |
| 1 | В списке находящихся под угрозой с 2000 года: старинные постройки разрушаются, уступая место бетонным. |                                                          |                |                                    |                       |      |             |
| 2 | | Старый укрепленный город Шибам                           | город Шибам    | III век                            | 1982                  | 192  | III, IV, VI |
| 2 | В списке находящихся под угрозой с 2015 года: угроза в связи с вооружённым конфликтом в Йемене         |                                                          |                |                                    |                       |      |             |
| 3 | | Исторический центр города Сана                           | город Сана     | —                                  | 1986                  | 385  | IV, V, VI   |
| 3 | В списке находящихся под угрозой с 2015 года: угроза в связи с вооружённым конфликтом в Йемене         |                                                          |                |                                    |                       |      |             |
| 4 | | Достопримечательности Сабейского древнего царства, Мариб | город Мариб    | 1-е тысячелетие до н. э. — 630 год | 2023                  | 1700 | III, IV     |
| 4 | В списке находящихся под угрозой с 2023 года: угроза в связи с вооружённым конфликтом в Йемене         |                                                          |                |                                    |                       |      |             |

### Кения
| # | Изображение | Название                            | Местоположение      | Время создания | Год внесения в список | №   | Критерии |
| - | --- | ----------------------------------- | ------------------- | -------------- | --------------------- | --- | -------- |
| 1 | | Национальные парки на озере Туркана | Восточная провинция | -              | 1997                  | 801 | viii, x  |
| 1 | Включён в 2018 году из-за строительства ГЭС Гилгель Гибе III в Эфиопии, негативно влияющей на экосистему озера. |                                     |                     |                |                       |     |          |

### Демократическая Республика Конго
| # | Изображение | Название                       | Местоположение                                                                      | Время создания | Год внесения в список | №   | Критерии     |
| - | ----------- | ------------------------------ | ----------------------------------------------------------------------------------- | -------------- | --------------------- | --- | ------------ |
| 1 |             | Национальный парк Гарамба      | Северо-восток Конго                                                                 | 1938           | 1980                  | 136 | vii, x       |
| 2 |             | Национальный парк Кахузи-Биега | Окрестности Букаву                                                                  | 1970           | 1980                  | 137 | x            |
| 3 |             | Резерват дикой жизни Окапи     | Северо-восток Конго в бассейне реки Арувими, недалеко от границ с Суданом и Угандой | 1992           | 1996                  | 718 | x            |
| 4 |             | Национальный парк Вирунга      | Около границы с Угандой                                                             | 1925           | 1979                  | 63  | vii, viii, x |

### Кот-д’Ивуар
| # | Изображение | Название                       | Местоположение       | Время создания | Год внесения в список | №   | Критерии |
| - | ----------- | ------------------------------ | -------------------- | -------------- | --------------------- | --- | -------- |
| 1 |             | Национальный парк Комоэ        | Область Занзан       | XX век         | 1983                  | 227 | ix, x    |
| 2 |             | Природный резерват Маунт-Нимба | Кот-д’Ивуар и Гвинея | XX век         | 1981                  | 155 | ix, x    |

### Ливан
| # | Изображение | Название                                                      | Местоположение | Время создания | Год внесения в список | №    | Критерии |
| - | --- | ------------------------------------------------------------- | -------------- | -------------- | --------------------- | ---- | -------- |
| 1 | | Международный выставочный центр имени Рашида Карами в Триполи | город Триполи  | 1962—1975      | 2023                  | 1702 | II, IV   |
| 1 | В списке находящихся под угрозой с 2023 года: в связи с тревожным состоянием его сохранности, отсутствием финансовых средств на его содержание и скрытым риском предложений по развитию, которые могут повлиять на целостность центра |                                                               |                |                |                       |      |          |

### Ливия
| # | Изображение | Название                                   | Местоположение                      | Время создания   | Год внесения в список | №     | Критерии    |
| - | ----------- | ------------------------------------------ | ----------------------------------- | ---------------- | --------------------- | ----- | ----------- |
| 1 |             | Кирена                                     | Муниципалитет: Эль-Джебал-Эль-Ахдар | 630-е до н. э.   | 1982                  | № 190 | ii, iii, vi |
| 2 |             | Лептис-Магна                               | Муниципалитет: Эн-Нугат-эль-Хумс    | 1100 до н. э.    | 1982                  | № 183 | i, ii, iii  |
| 3 |             | Сабрата                                    | Муниципалитет: Эз-Завия             | 500-е до н. э.   | 1982                  | № 184 | iii         |
| 4 |             | Наскальная живопись в горах Тадрарт-Акакус | Муниципалитет: Гат                  | Верхний палеолит | 1985                  | № 287 | iii         |

|}

### Мали
| # | Изображение | Название                    | Местоположение | Время создания   | Год внесения в список | №    | Критерии    |
| - | --- | --------------------------- | -------------- | ---------------- | --------------------- | ---- | ----------- |
| 1 | | Исторический город Томбукту | Томбукту       | X век            | 1988                  | 119  | ii, iv, v   |
| 1 | Комитет всемирного наследия ЮНЕСКО на 36-й сессии в 2012 году удовлетворил просьбу правительства Мали и включил город Томбукту в Список объектов, находящихся под угрозой, что позволит улучшить сотрудничество и поддержку в защиту объектов, которые находятся под угрозой в результате вооруженного конфликта в этом районе. |                             |                |                  |                       |      |             |
| 2 | | Могила Аскиа                | Гао            | 1495             | 2004                  | 1139 | ii, iii, iv |
| 2 | Комитет всемирного наследия ЮНЕСКО на 36-й сессии в 2012 году удовлетворил просьбу правительства Мали и включил гробницу Аскиа в Список объектов, находящихся под угрозой, что позволит улучшить сотрудничество и поддержку в защиту объектов, которые находятся под угрозой в результате вооружённого конфликта в этом районе. |                             |                |                  |                       |      |             |
| 3 | | Старый город Дженне         | Область: Мопти | 250 год до н. э. | 1988                  | 116  | iii, iv     |
| 3 | Внесён в список в 2016 году. |                             |                |                  |                       |      |             |

### Микронезия
| # | Изображение | Название | Местоположение        | Время создания | Год внесения в список | №    | Критерии          |
| - | --- | --- | --------------------- | -------------- | --------------------- | ---- | ----------------- |
| 1 | | Нан-Мадол, церемониальный центр Восточной Микронезии (англ. Ceremonial Centres of the Early Micronesian States: Nan Madol and Lelu ) | Штаты: Понпеи, Кусаие | VIII—XIII века | 2016                  | 1503 | i, iii, iv, v, vi |
| 1 | Внесён в список сразу же из-за опасности, вызванной заиливанием водных путей и разрастанием мангровых зарослей. | |                       |                |                       |      |                   |

### Нигер
| # | Изображение | Название                 | Местоположение | Время создания | Год внесения в список | №   | Критерии   |
| - | --- | ------------------------ | -------------- | -------------- | --------------------- | --- | ---------- |
| 1 | | Заповедники Аир и Тенере | Пустыня Сахара |                | 1991                  | 573 | vii, ix, x |
| 1 | Внесён в 1991 году сразу в «тревожный список» из-за нестабильной ситуации в стране — на грани гражданской войны. |                          |                |                |                       |     |            |

### Палестина
| # | Изображение | Название                                                                                             | Местоположение                         | Время создания | Год внесения в список | №    | Критерии    |
| - | --- | --- | -------------------------------------- | -------------- | --------------------- | ---- | ----------- |
| 1 | | Палестина: земля олив и виноградников. Культурный ландшафт южной части Иерусалима, Батир (Палестина) | Провинция Вифлеем                      |                | 2014                  | 1492 | iv, v       |
| 1 | Включено в «тревожный список» одновременно со включением в 2014 году в Список объектов всемирного наследия: социально-культурные и геополитические изменения способны нанести непоправимый ущерб аутентичности и целостности объекта, в частности, начато строительство разделительной стены, которая может преградить фермерам путь к полям, которые они возделывали веками. | |                                        |                |                       |      |             |
| 2 | | Старый город Хеврон                                                                                  | Провинция Хеврон                       |                | 2017                  | 1565 | ii, iv, vi  |
| 2 | Включено в «тревожный список» одновременно со включением в 2017 году в Список объектов всемирного наследия: сложная политическая и социальная обстановка. | |                                        |                |                       |      |             |
| 3 | | Монастырь Святого Илариона / Телл Умм Амер                                                           | Провинция Дейр-эль-Балах (сектор Газа) | IV век         | 2024                  | 1749 | ii, iii, vi |
| 3 | Внесён в список всемирного наследия и одновременно в список всемирного наследия, находящегося под угрозой, из-за военного конфликта в секторе Газа. | |                                        |                |                       |      |             |

### Панама
| # | Изображение | Название                                                          | Местоположение  | Время создания   | Год внесения в список | №   | Критерии |
| - | --- | ----------------------------------------------------------------- | --------------- | ---------------- | --------------------- | --- | -------- |
| 1 | | Портобело и Сан-Лоренцо: укрепления на карибском побережье Панамы | Провинция Колон | XVII и XVIII вв. | 1980                  | 135 | i, iv    |
| 1 | Внесён в 2012 году. Названные причины: состояние окружающей среды, недостаток ухода и неконтролируемая городская застройка |                                                                   |                 |                  |                       |     |          |

### Перу
| # | Изображение                                                                             | Название | Местоположение       | Время создания  | Год внесения в список | №   | Критерии |
| - | --------------------------------------------------------------------------------------- | -------- | -------------------- | --------------- | --------------------- | --- | -------- |
| 1 |                                                                                         | Чан-Чан  | Окрестности Трухильо | Около 1300 года | 1986                  | 366 | i, iii   |
| 1 | В списке находящихся под угрозой с 1986 года: изменение климата, разрушающее постройки. |          |                      |                 |                       |     |          |

### Румыния
| # | Изображение                                                         | Название                                 | Местоположение | Время создания | Год внесения в список | №    | Критерии   |
| - | ------------------------------------------------------------------- | ---------------------------------------- | -------------- | -------------- | --------------------- | ---- | ---------- |
| 1 |                                                                     | Горнопромышленный ландшафт Рошия-Монтанэ | Жудец Алба     | 106 год        | 2021                  | 1552 | i, iii, iv |
| 1 | В списке находящихся под угрозой с 2021 года: проект добычи золота. |                                          |                |                |                       |      |            |

### Сербия
| # | Изображение | Название | Местоположение | Время создания | Год внесения в список | №   | Критерии    |
| - | --- | --- | -------------- | -------------- | --------------------- | --- | ----------- |
| 1 | | Православные монастыри в Косове Монастырь Печская патриархия Монастырь Высокие Дечаны Монастырь Грачаница Церковь Богородица Левишка | Косово         | XIII—XIV в.    | 2004                  | 724 | ii, iii, iv |
| 1 | В регионе продолжается противостояние, и сербские церкви — удобная цель для албанских диверсий. В список находящихся под угрозой внесены в 2006 году. | |                |                |                       |     |             |

### Сирия
| # | Изображение | Название                                                                 | Местоположение           | Время создания | Год внесения в список | №    | Критерии           |
| --- | ----------- | ------------------------------------------------------------------------ | ------------------------ | -------------- | --------------------- | ---- | ------------------ |
| 1 |             | Старый город в Дамаске                                                   | Дамаск                   | c VIII века    | 1979                  | 20   | i, ii, iii, iv, vi |
| 2 |             | Старый город в Босре                                                     | Босра                    | II век         | 1980                  | 22   | i, iii, vi         |
| 3 |             | Археологические памятники Пальмиры                                       | Пальмира                 | I — II века    | 1980                  | 23   | i, ii, iv          |
| 4 |             | Старый город в Халебе                                                    | Алеппо                   | с XII века     | 1986                  | 21   | iii, iv            |
| 5 |             | Замки Крак-де-Шевалье и Калъат-Салах-ад-Дин                              | провинции Хомс и Латакия | XI — XIII века | 2006                  | 1229 | ii, iv             |
| 6 |             | Древние деревни Северной Сирии (руины 40 поселений объединены в 8 групп) | провинции Алеппо и Идлиб | I — VII века   | 2011                  | 1348 | iii, iv, v         |
| Все памятники из списка Сирии находятся под угрозой, так как в стране с 2011 года продолжается гражданская война. Часть территории Сирии захвачена террористической группировкой Исламское государство, которая планомерно уничтожает памятники не только в Сирии, но и в Ираке. Памятники пострадали от боевых действий, некоторые частично разрушены. В список находящихся под угрозой внесены в 2013 году. |             |                                                                          |                          |                |                       |      |                    |

### Соединённые Штаты Америки
| # | Изображение | Название                     | Местоположение | Время создания | Год внесения в список | №  | Критерии    |
| - | --- | ---------------------------- | -------------- | -------------- | --------------------- | -- | ----------- |
| 1 | | Национальный парк Эверглейдс | Флорида        |                | 1979                  | 76 | viii, ix, x |
| 1 | Самый большой в западном полушарии участок мангрового леса уже был в этом списке (1993—2007) из-за уменьшения речного стока и урагана 1992 года. В 2010 году парк снова внесён в список находящихся под угрозой из-за продолжающейся деградации. Экологическая катастрофа в Мексиканском заливе, произошедшая в опасной близости от Флориды, не числится в причинах повторного внесения в список. |                              |                |                |                       |    |             |

### Соломоновы Острова
| # | Изображение                                                                                    | Название                         | Местоположение                               | Время создания | Год внесения в список | №   | Критерии |
| - | ---------------------------------------------------------------------------------------------- | -------------------------------- | -------------------------------------------- | -------------- | --------------------- | --- | -------- |
| 1 |                                                                                                | Ист-Реннелл (англ. East Rennell) | Остров: Реннелл Провинция: Реннелл и Беллона | —              | 1998                  | 854 | ix       |
| 1 | В списке с 2013 года: под угрозой из-за вырубки лесов и влияния этого на локальную экосистему. |                                  |                                              |                |                       |     |          |

### Танзания
| # | Изображение                                                                                        | Название                            | Местоположение | Время создания | Год внесения в список | №   | Критерии |
| - | -------------------------------------------------------------------------------------------------- | ----------------------------------- | -------------- | -------------- | --------------------- | --- | -------- |
| 1 | | Руины Килва-Кисивани и Сонга-Манара | Танзания       |                | 1981                  | 144 | iii      |
| 1 | В список находящихся под угрозой внесён в 2004 году: «бесхозный» дворцовый комплекс может рухнуть. |                                     |                |                |                       |     |          |

### Узбекистан
| # | Изображение | Название                            | Местоположение          | Время создания | Год внесения в список | №     | Критерии |
| - | --- | ----------------------------------- | ----------------------- | -------------- | --------------------- | ----- | -------- |
| 1 | | Исторический центр города Шахрисабз | Кашкадарьинская область | XV — XVI века  | 2000                  | № 885 | iii, iv  |
| 1 | Включены в тревожный список в 2016 году из-за сноса средневековых жилых районов и возведения современных построек, в том числе гостиниц. |                                     |                         |                |                       |       |          |

### Украина
| # | Изображение                                                   | Название                                                                             | Местоположение | Время создания | Год внесения в список | №    | Критерии       |
| - | ------------------------------------------------------------- | ------------------------------------------------------------------------------------ | -------------- | -------------- | --------------------- | ---- | -------------- |
| 1 |                                                               | Исторический центр Одессы                                                            | Одесса         |                | 2023                  | 1703 | ii, iv         |
| 1 | Угрожает вторжение России на Украину                          |                                                                                      |                |                |                       |      |                |
| 2 |                                                               | Киев: Софийский собор и связанные с ним монастырские строения, Киево-Печерская лавра | Киев           |                | 1990                  | 527  | i, ii, iii, iv |
| 2 | Внесён в список в 2023 году из-за вторжения России на Украину |                                                                                      |                |                |                       |      |                |
| 3 |                                                               | Ансамбль исторического центра Львова                                                 | Львов          |                | 1998                  | 865  | ii, v          |
| 3 | Внесён в список в 2023 году из-за вторжения России на Украину |                                                                                      |                |                |                       |      |                |

### Центральноафриканская Республика
| # | Изображение | Название                                   | Местоположение               | Время создания | Год внесения в список | №   | Критерии |
| - | --- | ------------------------------------------ | ---------------------------- | -------------- | --------------------- | --- | -------- |
| 1 | | Национальный парк Маново-Гоунда-Сен-Флорис | Префектура Бамбинги-Бангоран | XX век         | 1988                  | 475 | ix, x    |
| 1 | В списке находящихся под угрозой с 1997 года: продолжающееся браконьерство с использованием быстроходных машин и автоматического оружия. |                                            |                              |                |                       |     |          |

### Чили
| # | Изображение | Название                                      | Местоположение  | Время создания | Год внесения в список | №    | Критерии    |
| - | --- | --------------------------------------------- | --------------- | -------------- | --------------------- | ---- | ----------- |
| 1 | | Производства селитры Хамберстон и Санта-Лаура | Регион Тарапака | XIX век        | 2005                  | 1178 | ii, iii, iv |
| 1 | Некогда процветавший город-завод в начале XX века пришёл в упадок по причине открытия более совершенной технологии производства азотных удобрений (из аммиака), а к 1960 году стал «городом-призраком». Внесён в список находящихся под угрозой одновременно с внесением в список всемирного наследия — брошенный завод пострадал от землетрясения. |                                               |                 |                |                       |      |             |

## Объекты, выведенные из списка
Ниже перечислены объекты, которые находились в списке, но были выведены из него:

### По причине улучшения обстановки
| Котор, Черногория                                                                   | 1979—2003 | Землетрясение 15 апреля 1979 года. | | | | | |
| Орнитологический резерват Джудж, Сенегал                                            | 1984—1988 | Строительство плотины ниже по реке. Плотину построили грамотно, и тревога оказалась безосновательной. | | | | | |
| Орнитологический резерват Джудж, Сенегал                                            | 2000—2006 | Акклиматизировавшийся водяной папоротник гигантская сальвиния (Salvinia molesta). Его удалось взять под контроль с помощью жука сальвиниевого долгоносика (Cyrtobagous salviniae). | | | | | |
| Нгоронгоро, Танзания                                                                | 1984—1989 | Браконьерство, незаконные поселения. | | | | | |
| Абомей, Бенин                                                                       | 1985—2007 | После урагана 1984 года, который серьёзно повредил дворец, Абомей был внесён одновременно в список всемирного наследия и в список объектов, находящихся под угрозой. | | | | | |
| Крепость Бахла, Оман                                                                | 1988—2004 | Разрушение земляных построек форта. | | | | | |
| Соляная шахта в Величке, Польша                                                     | 1989—1998 | Из-за избыточного туризма поднялась влажность. В шахте наладили кондиционирование, а туризм ограничили. | | | | | |
| Исторический город Томбукту, Мали                                                   | 1990—2005 | Гражданская война в стране, опустынивание. | | | | | |
| Дубровник, Хорватия                                                                 | 1991—1998 | Война в Хорватии | | | | | |
| Плитвицкие озёра, Хорватия                                                          | 1992—1997 | Война в Хорватии, в результате которой территория была заминирована | | | | | |
| Природный заповедник Сребырна, Болгария                                             | 1992—2003 | Сельскохозяйственное использование, приведшее к уменьшению видов птиц | | | | | |
| Ангкор, Камбоджа                                                                    | 1992—2004 | Когда закончилась гражданская война, Ангкор был внесён одновременно в список всемирного наследия и в список объектов, находящихся под угрозой. После реставрации Ангкор вывели из списка. | | | | | |
| Национальный парк Сангай, Эквадор                                                   | 1992—2005 | Строительство дороги | | | | | |
| Национальный парк Манас, Индия                                                      | 1992—2011 | Продолжающееся браконьерство, неспокойная обстановка в регионе. | | | | | |
| Национальный парк Йеллоустоун, США                                                  | 1995—2003 | Добыча полезных ископаемых в окрестностях парка | | | | | |
| Национальный парк Ишкель, Тунис                                                     | 1996—2006 | Засоление озёр из-за мелиорации | | | | | |
| Бутринти, Албания                                                                   | 1997—2005 | Гражданская война | | | | | |
| Национальный парк Игуасу, Бразилия                                                  | 1999—2001 | Несанкционированно построенная дорога разбила парк надвое. Дорогу закрыли. | | | | | |
| Национальный парк Рувензори-Маунтинс, Уганда                                        | 1999—2004 | Заповедник стал прибежищем для повстанцев. | | | | | |
| Хампи, Индия                                                                        | 1999—2006 | Строительство дороги и двух мостов. От дальнейших строительных планов пришлось отказаться. | | | | | |
| Типаза, Алжир                                                                       | 2002—2006 | Ненадлежащий уровень сохранения, приведший к плохому состоянию построек | | | | | |
| Долина Катманду, Непал                                                              | 2003—2007 | Частичные или существенные потери традиционных памятников в шести из семи объектов. | | | | | |
| Крепостной (старый) город Баку с дворцом Ширваншахов и Девичьей башней, Азербайджан | 2003—2009 | Землетрясение ноября 2000 года, городская застройка | | | | | |
| Кёльнский собор, Германия                                                           | 2004—2006 | Высотное строительство в окрестностях собора | | | | | |
| Галапагосские острова, Эквадор                                                      | 2007—2010 | Памятник природы, внесённый в список всемирного наследия под номером 1, страдает от избыточного туризма, иммиграции и акклиматизации чуждых видов. В 2010 году был выведен из списка, как дань попыткам правительства Эквадора улучшить ситуацию. | | | | | |
| Сады Шалимара и Лахорский форт, Пакистан                                            | 2000—2012 | Разрушение исторических резервуаров для воды в 1999 году, чтобы расширить дорогу и разрушающиеся по периметру стены сада | | | | | |
| Рисовые террасы в Филиппинских Кордильерах, Филиппины                               | 2001—2012 | Отсутствие систематической программы мониторинга или комплексного плана управления. | | | | | |
| Город Бам и его культурный ландшафт, Иран                                           | 2004—2013 | Разрушительное землетрясение 2003 года изрядно разрушило древние постройки. Усилия правительства Ирана по восстановлению повреждённых строений были отмечены на 37-й сессии Комитета всемирного наследия ЮНЕСКО, что позволило вычеркнуть объект из «тревожного списка». | | | | | |
| Лос-Катиос (национальный парк), Колумбия                                            | 2009—2015 | Вырубка лесов, незаконный лов рыбы и охота. Последовали значительные улучшения в управлении парком. | | | | | |
| Исторические памятники Мцхеты, Грузия                                               | 2009—2016 | Опасения по поводу сохранения места. | | | | | |
| Сымен (национальный парк), Эфиопия                                                  | 1996—2017 | Падение численности охраняемых видов (эфиопский шакал, абиссинский горный козёл, обезьяна гелада). | | | | | |
| Белизский Барьерный риф, Белиз                                                      | 2009—2018 | Бесконтрольная вырубка мангровых деревьев. | | | | | |
| Базилика Рождества Христова, Палестина                                              | 2012—2019 | Здание страдало от протечек. | | | | | |
| Национальный парк Салонга, Демократическая Республика Конго                         | 1999—2021 | Строительство и браконьерство. | | | | | |
| Захоронение королей Буганды в Касуби, Уганда                                        | 2010—2023 | Пожар в марте 2010 года. После успешной реставрации статус снят. | | | | | |
| Национальный парк Ниоколо-Коба                                                      | 2007—2024 | Истощение дикой природы, браконьерство, добыча базальта и другие виды человеческой деятельности. | | | | | |
| Абу-Мена                                                                            | 2001—2025 | Повышение уровня грунтовых вод из-за мелиорации, повлёкшее обрушение ряда надземных сооружений. Исключён благодаря проекту 2021 года по обеспечению солнечной энергией масштабной дренажно-насосной системы. | Повышение уровня грунтовых вод из-за мелиорации, повлёкшее обрушение ряда надземных сооружений. Исключён благодаря проекту 2021 года по обеспечению солнечной энергией масштабной дренажно-насосной системы. | Повышение уровня грунтовых вод из-за мелиорации, повлёкшее обрушение ряда надземных сооружений. Исключён благодаря проекту 2021 года по обеспечению солнечной энергией масштабной дренажно-насосной системы. | Повышение уровня грунтовых вод из-за мелиорации, повлёкшее обрушение ряда надземных сооружений. Исключён благодаря проекту 2021 года по обеспечению солнечной энергией масштабной дренажно-насосной системы. | Повышение уровня грунтовых вод из-за мелиорации, повлёкшее обрушение ряда надземных сооружений. Исключён благодаря проекту 2021 года по обеспечению солнечной энергией масштабной дренажно-насосной системы. | Повышение уровня грунтовых вод из-за мелиорации, повлёкшее обрушение ряда надземных сооружений. Исключён благодаря проекту 2021 года по обеспечению солнечной энергией масштабной дренажно-насосной системы. |
| Старый город Гадамеса                                                               | 2016—2025 | Был внесён в список из-за гражданской войны, лесных пожаров и ливневых дождей. Исключён благодаря масштабным реставрационным работам, повышению квалификации местного персонала и разработке плана по управлению рисками и их предотвращению. | | | | | |
| Влажные тропические леса Ацинананы                                                  | 2010—2025 | Незаконная вырубка, контрабанда ценных пород древесины и обезлесения. Исключён благодаря эффективным планам управления, контролю за вырубкой эбенового и палисандрового дерева, спутниковому наблюдению и местному патрулированию, в результате чего восстановлено 63 % утраченного лесного покрова, а уровень браконьерства лемуров достиг самого низкого показателя за 10 лет. | | | | | |

### Лишённые статуса всемирного наследия
| Объект                                                  | Годы      | Причина |
| ------------------------------------------------------- | --------- | --- |
| Резерват аравийской антилопы, Оман                      | 1994—2007 | Уменьшение площади заповедника, браконьерство, добыча нефти |
| Долина Эльбы у Дрездена, Германия                       | 2006—2009 | Строительство Вальдшлёсхенского моста |
| Храм Баграта, Грузия                                    | 2010—2017 | Храм Баграта и Гелатский монастырь, внесённые в список ЮНЕСКО одним пунктом, попали в «тревожный список» в 2010 году из-за обещаний президента Грузии Михаила Саакашвили отстроить храм Баграта, несмотря на протесты искусствоведов. В 2017 году ЮНЕСКО исключило собор Баграта из списка объектов всемирного наследия, так как его реконструкция нанесла ущерб целостности и подлинности. Соседний монастырь Гелати, которому ничего не угрожает, сохранил статус всемирного наследия. |
| Ливерпуль — город мореходов и торговцев, Великобритания | 2012—2021 | Строительство комплекса Liverpool Waters. |